# Tuman bay II
Tuman bay II, född 1476, död 1517, var en egyptisk regent. Han var sultan i mamlukdynastins Egypten mellan 1516 och 1517. 